# Phreatia ramosii
Phreatia ramosii är en orkidéart som beskrevs av Oakes Ames. Phreatia ramosii ingår i släktet Phreatia och familjen orkidéer. Inga underarter finns listade i Catalogue of Life.